# بوف برفی

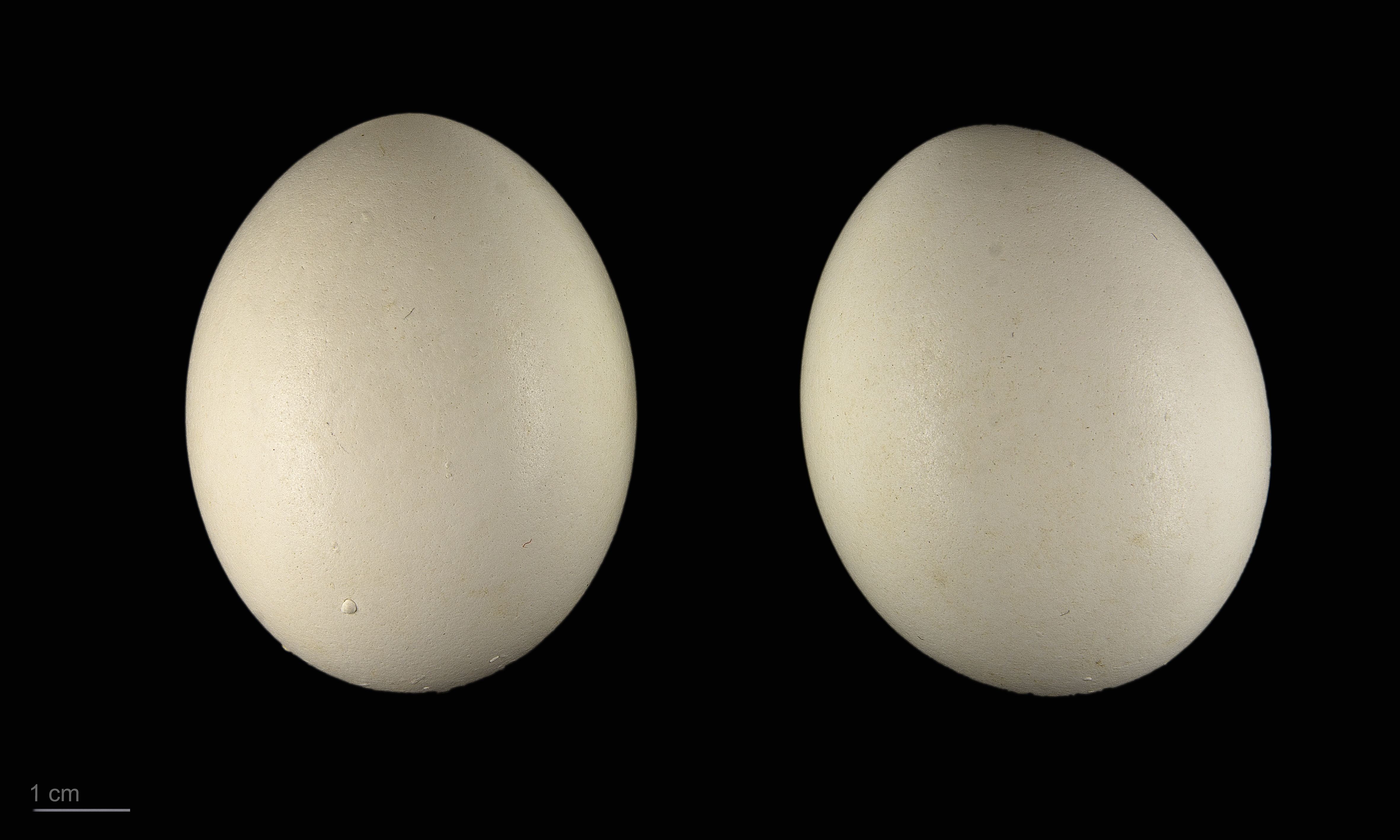
Bubo scandiacus

بوف برفی  یا جغد برفی (Bubo scandiacus) (به تازگی Nyctea scandiaca) یک جغد از خانواده جغدان راستین است. این گونه جغدها اولین بار در سال ۱۷۵۸ توسط کارل لینه طبقه‌بندی شدند. این بوف‌ها در آمریکای شمالی به بوف بزرگ سفید و بوف شمالگان نیز معروفند. این جغد همچنین پرنده رسمی استان کبک است.
هدویگ، جغد خیالی و همراه همیشگی در دنیای هری پاتر، یک بوف برفی بود.